# Anullinus
Anullinus ist ein römisches Cognomen, welches bei der gens Cornelia verbreitet war. Es leitet sich möglicherweise von lateinisch „anulus“ (deutsch: „kleiner Ring“) ab.

## Bekannte Namensträger
- Anullinus, Senator im 3. Jahrhundert und möglicherweise Eigentümer des späteren Kaisers Diokletian
- Gaius Annius Anullinus, römischer Politiker, Konsul 295
- Publius Cornelius Anullinus (Konsul 199), römischer Politiker und Senator
- Publius Cornelius Anullinus (Konsul 216), römischer Politiker und Senator